# Albrecht Heinrich von Braunschweig-Wolfenbüttel

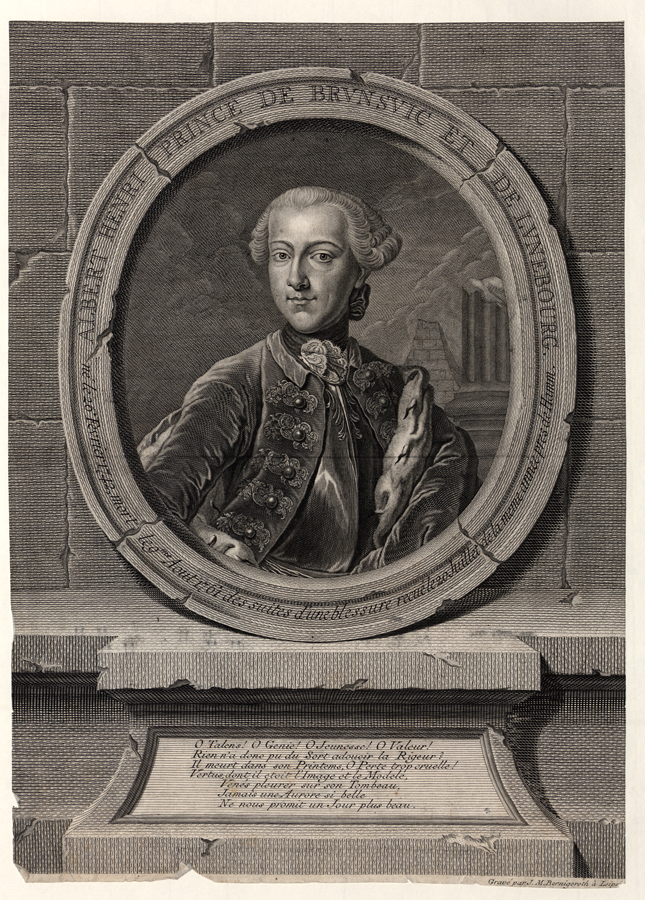
Albrecht Heinrich von Braunschweig-Wolfenbüttel

Albrecht Heinrich von Braunschweig-Wolfenbüttel (* 26. Februar 1742 in Wolfenbüttel; † 8. August 1761 in Hamm) war ein preußischer Offizier.

## Leben
Albrecht Heinrich war der dritte Sohn des Herzogs Karl I. von Braunschweig und von Philippine Charlotte, Prinzessin von Preußen, Schwester Friedrichs des Großen, und der jüngere Bruder des Herzogs Karl Wilhelm Ferdinand. Gemeinsam mit seinen Brüdern erhielt er „durch tüchtige Lehrer“, dann auf dem Collegium Carolinum unter Leitung des Abts Jerusalem Erziehung und Unterricht. Schon als Elfjähriger wurde er 1753, vier Jahre nach seinem Bruder Friedrich August, Domherr im Lübecker Domkapitel.
Nach der durch Abt Jerusalem erfolgten Konfirmation trat Prinz Albrecht, wie seine Brüder, in den Kriegsdienst, um unter Führung seiner Onkel Friedrich von Preußen und Ferdinand von Braunschweig seine ersten Lorbeeren zu erkämpfen. Der Beginn seiner Laufbahn war aber auch zugleich das Ende. 
Vier Tage nach dem siegreichen Gefechte bei Vellinghausen, am 20. Juli 1761, kam es zwischen dem Corps des Erbprinzen Karl Wilhelm Ferdinand und einem französischen Heerhaufen bei dem Dorf Rühne zu einem Scharmützel. Tollkühn stürzte sich der neunzehn Jahre alte Prinz dem Feind entgegen, vergebens entfernte der Erbprinz ihn durch besondere Aufträge zweimal aus dem Feuer. Prinz Albrecht vereitelte die Fürsorge des Bruders und kehrte stets in das Gefecht zurück, in welchem er durch eine Musketenkugel tödlich am Hals verwundet wurde. Er wurde zuerst nach Werl, dann nach Hamm gebracht, wo er am 8. August 1761 starb. 
Sein Erzieher, Abt Jerusalem, widmete ihm einen Nachruf: Das Leben des Prinzen Albrecht Heinrich von Braunschweig und Lüneburg, Braunschweig 1762, in welchem er besonders die sich auf Religion stützende Ergebung und Geduld bei dem Ertragen der größten Schmerzen rühmt.
Albrecht Heinrich wurde am 21. August 1761 im herzoglichen Erbbegräbnisse zu Braunschweig beigesetzt.